# Berlin-Alt-Treptow
Alt-Treptow [alt ˈtreːp.toː] ⓘ ist ein Ortsteil und einer der Namensgeber des Bezirks Treptow-Köpenick in Berlin.
An Alt-Treptow grenzen im Südwesten der Ortsteil Neukölln, im Nordwesten Kreuzberg, im Nordosten Friedrichshain sowie im Südosten Plänterwald. Alt-Treptow ist ein Knotenpunkt der Straßen-, Wasser- und Schienenwege der Stadt Berlin.

## Geschichte

### Ursprung und Entwicklung
In dem Gebiet sind einige Spuren von Jägern und Sammlern aus der Mittelsteinzeit überliefert. Eine der ältesten Spuren ist eine facettierte Hammeraxt aus dem Neolithikum, die im Schlesischen Busch gefunden wurde. Die Facettierung weist darauf hin, dass sie der mitteldeutschen Schnurkeramik zuzurechnen ist. Eine erste dauerhafte Besiedlung des Gebiets im heutigen Alt-Treptow konnte auf das 6. oder 7. Jahrhundert datiert und Slawen (Wenden) zugeordnet werden. Der Name Treptow bezog sich anfangs wohl auf die Flusserweiterung südlich des Rummelsburger Sees und hatte verschiedene Varianten (Trebow, Trebkow, Trebikow, Trepkow). Im Laufe der Zeit ging die Bezeichnung auf eine Fischereisiedlung über, die in dem waldreichen Gebiet an einer fischreichen Stelle gegründet worden war. Die Bewohner nannten die Siedlung ausweislich einer Kämmereirechnung aus dem Jahr 1568 Der Trebow. Einige Quellen führen als Ursprung für den Wortstamm die slawischen Wörter drewo (‚Laubholz‘) bzw. drewko (‚kleines Laubholz‘) an, während andere Quellen auf das Wasser (Treptau) abzielen. Überlieferungen zufolge befindet sich heute an der Stelle das Gasthaus Zenner. Die Rechnung führt weiterhin aus, dass die Bewohner für das Recht, Fischerei zu betreiben, 24 Groschen Wasserzins und 32 Groschen Heidegeld für die Bienenzucht an die Stadt entrichten mussten. 1590 führt ein Protokoll der Stadt aus: „An Trebkow […] hat der Rath zu Cölln ein Heußlein und an dem Fließ, so von Rixdorf in die Spree gehet, zwo mehr“. Weitere Ansiedlungen sind nicht bekannt, zumal die Gegend vor der Stadtmauer als unsicher galt. Der Floßgraben, später als Landwehrgraben bezeichnet – heute verläuft dort der Landwehrkanal – bildete die Stadtgrenze von Berlin und diente zur Entwässerung der Feldmark. Südlich dieses Grabens erstreckte sich die Köllnische Heide, früher auch Mirica genannt. Markgraf Otto III. von Brandenburg hatte dieses Gebiet entlang der Spree mit allen Rechten und Nutzungen der Bürgerschaft Kölln als vererbbaren Besitz überschrieben, verfügte die damals noch junge Stadt über wenig Bauholz. Zum nördlichen Teil, auch Vorderheide oder Birkheide genannt, gehörte auch das heutige Alt-Treptow; der südliche Teil, einschließlich der 1435 vom Johanniterorden erworbenen Spreeheide (auch Hinterheide genannt) dehnte sich bis zum Köpenicker Forst aus, die Grenze bildete das sogenannte Kannefließ. Dieses Gebiet entspricht ungefähr dem heutigen Ortsteil Baumschulenweg. Bei der Vereinigung von Alt-Berlin, Kölln, Friedrichswerder, Dorotheenstadt und Friedrichstadt zur Königlichen Haupt- und Residenzstadt Berlin 1709 kam die bis dahin auch als Stadtforst bezeichnete Köllnische Heide zu Berlin.

### Vorwerk Treptow

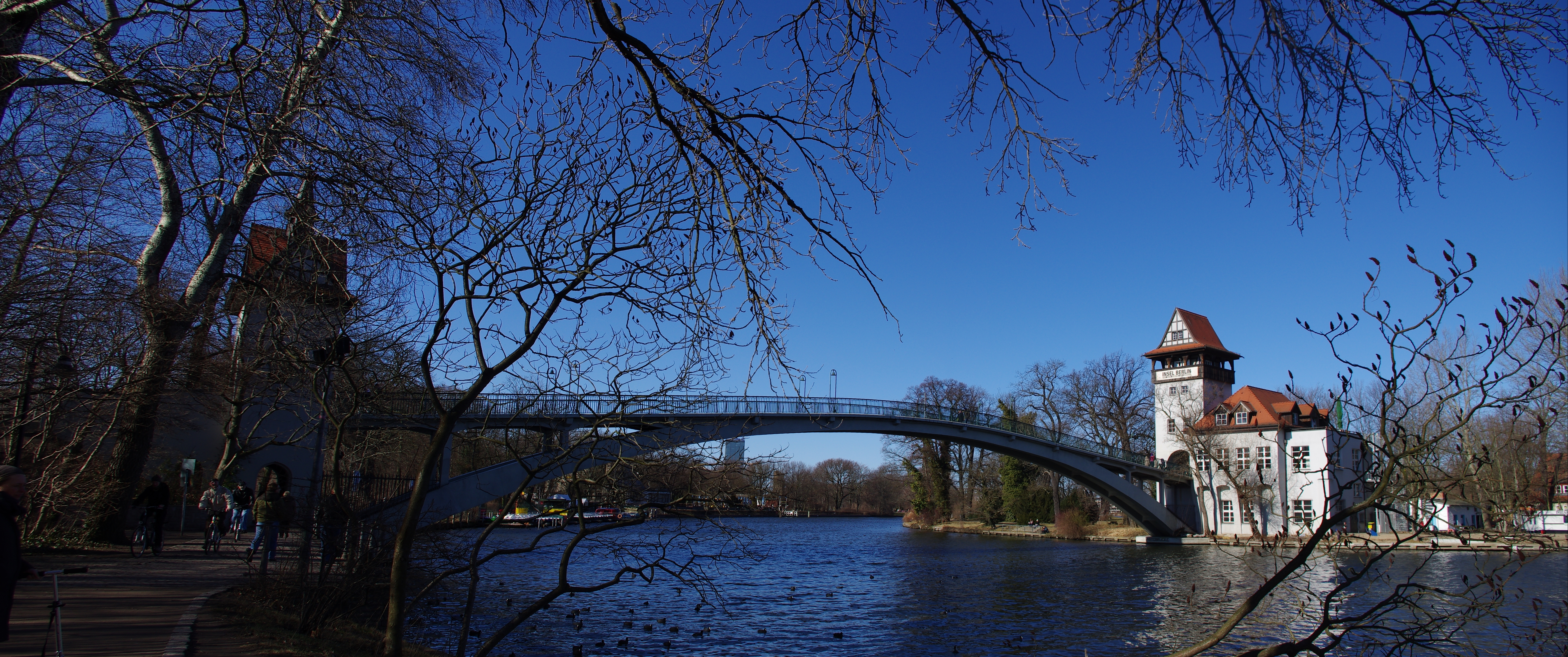
Insel der Jugend in der Spree

Um 1261 überließ der Ritter Rudolf von Stralau das Vorwerk Treptow, als dessen Vorbesitzer Templer genannt werden und das bis ins 19. Jahrhundert noch als Burgwall bezeichnet wurde, der Stadt Kölln. 1568 findet es sich dort unter dem Namen Trebow auf einer Kämmereirechnung, mit der die Existenz eines Fischerhauses belegt wird. Dieses lag vermutlich an der Mündung des bis heute existierenden Heidekampgrabens und war wahrscheinlich auch der Fischereibetrieb, der ab 1602 von der Stadt Kölln getragen wurde und die dort einen Fischer anstellte. Im 17. Jahrhundert finden sich in den Kämmereirechnungen der Stadt Kölln keine Erwähnungen, sodass zu vermuten ist, dass dieser Betrieb im Zuge des Dreißigjährigen Kriegs aufgegeben wurde. Stattdessen eröffnet 1653 Erdtmann Schmoll, kurfürstlicher Küchenmeister, einen Wein- und Bierausschank. 1707 kam es durch den ehemaligen Köllner Bürgermeister Johann Lauer zu einer Neuansiedlung mit Stallung, Scheune und Nebengebäude; dieser Flecken wurde als Vorwerck Trepkow oder Vorwerk Treptow bezeichnet. Er plante, die Siedlung für die kommenden neun Jahre für eine Pacht von 40 Talern pro Jahr zu bewirtschaften. Aus gesundheitlichen Gründen musste er die Siedlung nach vier Jahren jedoch wieder abgeben, woraufhin der Magistrat einen anderen Pächter suchen musste. 1727 eröffnete der damalige Förster einen weiteren Bierausschank und trug damit dem Trend Rechnung, dass immer mehr Berliner die Region vor den Toren der Stadt für Ausflüge und zur Freizeitgestaltung nutzten. 1730 war die Ansiedlung schon erweitert um ein Backhaus, ein Brauhaus und eine Windmühle. Vier Jahre später erweiterte der Förster das Gebäude, die Spreebudike, um eine Kegelbahn, eine Kaffeeschenke und ein zweites Stockwerk. Auf diesem Areal stand später auch das Gasthaus Zenner. Erweitert um sechs Grundstücke, die 1779 Siedlern zugesprochen wurden, wurde die Ansiedlung als Kolonie Treptow bezeichnet. Die Kolonisten betrieben ebenfalls Ausflugslokale und prägten das geflügelte Wort „Hier können Familien Kaffee kochen“. Bereits 1752 entstanden am damaligen Floßgraben auf der Treptower Seite zwei Lohmühlen (Lutze und Busset) im Gebiet der heutigen Lohmühlenstraße. Diese war damals eher ein ausgetretener Pfad, der sich 1783 erstmals als Kohlhorstweg auf einer Karte eingezeichnet findet, vom Schlesischen Tor nach Rixdorf führend.

### Gutsbezirk Treptow
Das Gebiet trug 1808 die amtliche Bezeichnung Gutsbezirk Treptow. Hierzu gehörten das Alte Vorwerk aus dem Jahr 1779, die drei Doppelhäuser der sächsischen Kolonisten sowie die Gaststätte Spreebudike. Dieser Komplex wurde 1817 aufgelöst; dort entstand 1821/1822 das Magistrats-Kaffeehaus Treptow, später dann das heutige Zenner.
Im Jahr 1823 beschloss der Magistrat, große Teile der Köllnischen Heide abzuholzen. Als Grund gab man an, dass der Forst unrentabel geworden sei und darüber hinaus der Diebstahl an Bau- und Brennholz überhandgenommen habe. Die Kämmereikasse erhoffte sich Einnahmen in Höhe von rund 100.000 Talern; offiziell überliefert sind 99.825 Taler, während andere Quellen von nur 83.325 Talern sprechen. Ausgenommen wurden nur der Schlesische Busch und der Alte Treptower Park. Die freigewordenen Flächen wurden anschließend vom Magistrat vermarktet, wobei es hier zu Grundstücksspekulationen gekommen sein soll. Bauern, die auf den zuvor kommunalen Flächen Ackerbau und Viehzucht betrieben hatten, beriefen sich auf ein Gewohnheitsrecht und forderten vom Magistrat Ersatzansprüche. 1840 war die Rodung abgeschlossen, und da in der Folge die privaten Grundstücke auch erschlossen werden mussten, wurden 1842 erstmals Straßen benannt: der Lohmühlen-Weg (heute: Lohmühlenstraße), der nach der Familie Bouché benannte Bouché-Weg (heute: Bouchéstraße), der Kiefholz-Weg (heute: Kiefholzstraße), die Elsen-Allee (heute: Elsenstraße), die Treptower Allee (heute: Puschkinallee), die Park-Allee (heute: Bulgarische Straße) und die Neue-Krug-Allee. Der Bereich westlich der Köpenicker Landstraße (heute: Am Treptower Park) bis zu den später gelegten Eisenbahngleisen und zwischen Elsen-Allee und Bouché-Weg wurde als Exerzierplatz für die Berliner Garnison der Preußischen Armee genutzt.
Wald, Heide und die Spree waren schon seit dem 18. Jahrhundert Anziehungspunkte für Ausflügler aus Berlin. Seit 1864 gab es dann auch Dampfschifffahrten zwischen der Anlegestelle Jannowitzbrücke und Treptow. Das Gasthaus Zenner entwickelte sich zu einem Sammelpunkt der Ausflügler, weitere Kaffee-, Bier- und Gartenlokale kamen hinzu und Treptow wurde zu einem beliebten Ausflugsziel der Berliner.
Als Wohnort war der Gutsbezirk Treptow jedoch lange Zeit nicht beliebt, da der Untergrund sich nicht zum Bauen eignete. Treptow liegt im Tal der Oberspree und ist Teil des Berliner Urstromtals. Es gab zur damaligen Zeit noch alte vertorfte Spreearme und sumpfigen Boden. Im Herbst und Frühjahr waren große Teile Überschwemmungsgebiet. Straßen und Bahnstrecken wurden deshalb auf Dämmen geführt. Dies änderte sich mit der Rodung der Köllnischen Heide.
Erstmals findet sich 1842 die Bezeichnung Lohmühlenweg in einem amtlichen Dokument. Die nach der Abholzung der Köllnischen Heide entstehenden Grundstücke waren vom Boden her gut für den Pflanzenanbau geeignet, sodass sich entsprechende Betriebe ansiedelten. Um 1875 waren auf dem Gebiet zwischen der heutigen Lohmühlen- und der Elsenstraße, westlich des Exerzierplatzes und der Berlin-Görlitzer Bahnlinie, die in den 1860er Jahren gebaut wurde, hauptsächlich Gärtnereien angesiedelt. Östlich der Bahnlinie, an der heutigen Jordanstraße, befanden sich die Gebäude der 1850 gegründeten Chemischen Fabrik von Jordan, dem ersten Industriebetrieb Treptows. Später hatte die Actien-Gesellschaft für Anilin-Fabrikation (Agfa) dort ihren Sitz.
Zwischen der Treptower Chaussee und der Spree, nach Norden hin am Landwehrkanal gelegen, siedelte sich 1859 die Fabrik für Landmaschinen von Carl Beermann an. Seine Söhne, die Gebrüder Hermann und Georg Beermann, verlegten 1872 den erweiterten Firmensitz in die Eichenstraße. 1924 wurde die Beermannsche Fabrikationsstätte von der Allgemeinen Berliner Omnibus-Aktien-Gesellschaft (ABOAG) übernommen und für den Bau und die Reparatur von Autobussen genutzt. An diese evangelische Unternehmerfamilie jüdischer Herkunft erinnerte von 1904 bis 1938 die Beermannstraße, die seit 1947 wieder diesen Namen trägt.
Nach 1860 übernahm die Lederfabrik Kampffmeyer (später: Firma Dr. M. J. Salomon & Co.) eine der beiden dort vorhandenen Lohmühlen, nämlich die Bussetsche Lohmühle.
Die 1866 als Handwerksbetrieb gegründete Firma Ehrich & Graetz stellte bis 1902 vor allem Petroleumlampen her und entwickelte sich zu einem international gefragten Unternehmen für Gasbeleuchtungstechnik und Gasbrenngeräte. Mit ihren Grätz-Laternen trug die Firma maßgeblich zur ersten Berliner Straßenbeleuchtung bei. Von 1907 bis 1962 trug die bedeutendste Einkaufsstraße Alt-Treptows den Namen Graetzstraße, nunmehr erinnert diese an den 1943 hingerichteten Treptower Arbeiter und Widerstandskämpfer Karl Kunger.

### Landgemeinde Treptow
Am 22. Januar 1876 wurde der Gutsbezirk Treptow durch einen königlichen Erlass in die Landgemeinde Treptow umgewandelt, die dem Landkreis Teltow angehörte. Das Gebiet entsprach etwa den heutigen Ortsteilen Treptow, Plänterwald und Baumschulenweg. 1876 bestand die Landgemeinde aus 37 Grundstücken und hatte 567 Einwohner.
Die seit der Mitte des 19. Jahrhunderts entstandenen ersten Industrieansiedlungen brachten zusätzliche finanzielle Mittel, sodass Treptow nicht nur vom Ausflugsverkehr profitierte. Zwischen 1876 und 1878 legte Gustav Meyer den Treptower Park an.
Aufgrund der gestiegenen Popularität der Landgemeinde wurde 1878 eine Pferdebahn vom Spittelmarkt bis nach Alt-Treptow eingerichtet.
Im Zuge der Vorbereitung der Großen Berliner Gewerbeausstellung 1896 kam es in der Landgemeinde Treptow zu zahlreichen Infrastrukturänderungen und -verbesserungen. Viele Straßen wurden angelegt und befestigt, der öffentliche Nahverkehr wurde ausgebaut.
Im Jahr 1895 wurde zwischen Treptow und Stralau, etwas nördlich von der heutigen Insel der Jugend, der eingleisige Spreetunnel Stralau–Treptow gebaut. Er war ein erster Versuch für den Bau einer städtischen Untergrundbahn in Berlin. Der Tunnel hatte eine Länge von 454 Metern, davon verliefen 200 Meter unter der Spree; der tiefste Punkt der Röhre lag zwölf Meter unter dem Wasserspiegel. Am 17. Juli 1899 fand eine erste Probefahrt statt, am 18. Dezember wurde der reguläre Betrieb der sogenannten Knüppelbahn aufgenommen. 1931 wurde der Bahnverkehr wegen gefährdeter Verkehrssicherheit eingestellt. Danach durfte der Tunnel noch von Fußgängern benutzt werden, im Zweiten Weltkrieg diente er als Luftschutzraum. Am 26. Februar 1945 wurde er zerstört und geflutet.
Aus Anlass der Gewerbeausstellung wurde auch eine (zunächst nur temporär vorgesehene) Sternwarte gebaut, ausgestattet mit dem bis heute längsten Linsenfernrohr der Welt (21 Meter Länge). Sie wird nach ihrem Mitgründer Friedrich Simon Archenhold Archenhold-Sternwarte genannt.
In der Lohmühlenstraße 52 entstand 1899 zwischen der Heidelberger Straße und der Isingstraße das Gebäude, in dem sich bis 1945 das Postamt Berlin SO 36 befand. Es war für fast den gesamten Ortsteil Treptow und große Teile von Kreuzberg zuständig und wurde im Zweiten Weltkrieg zerstört.
Im nördlichen Teil wurden in der zweiten Hälfte des 19. Jahrhunderts die Mietshäuser des Wilhelminischen Rings gebaut.

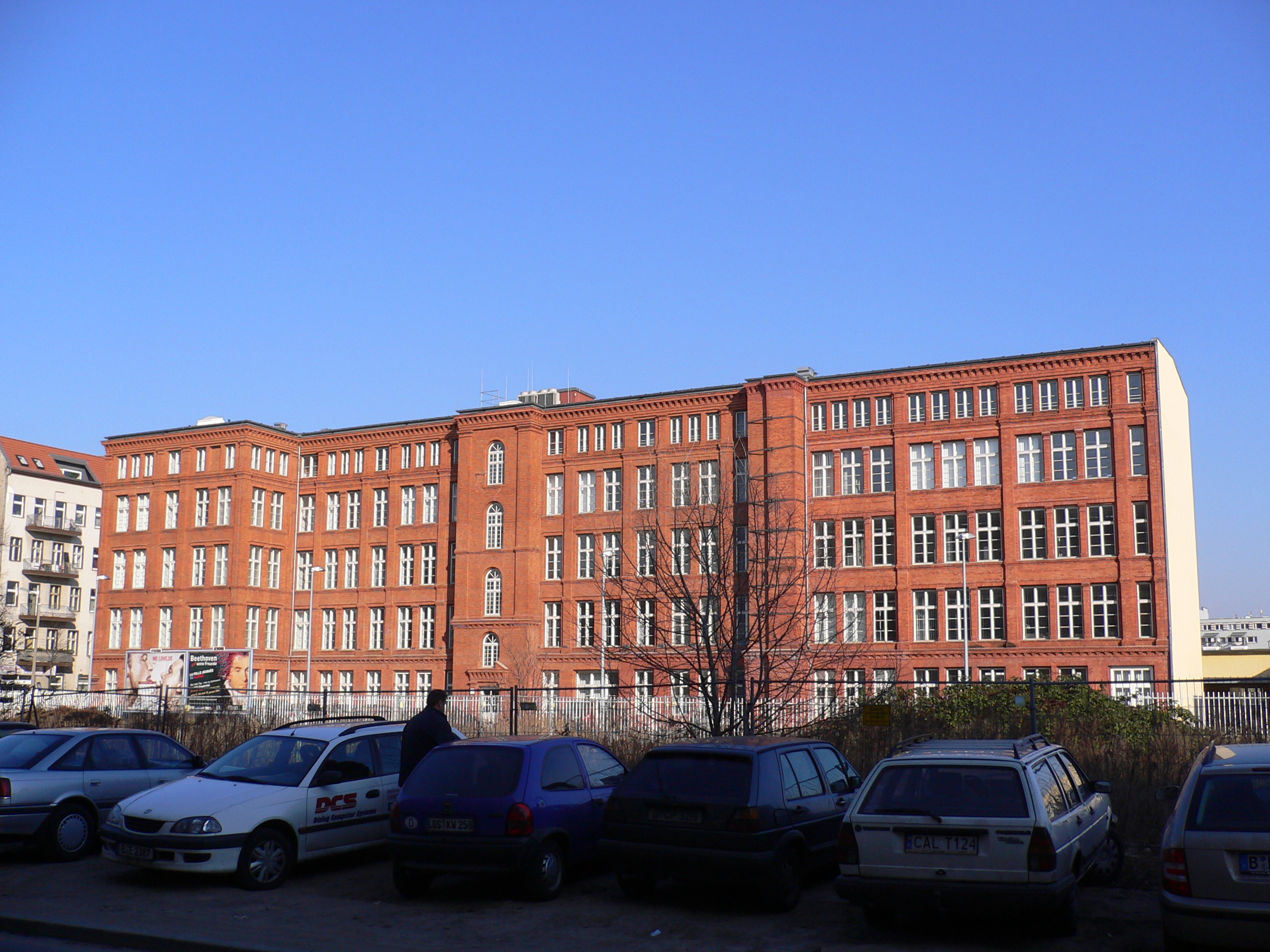
Ehemaliges Graetz-Gebäude in der Elsenstraße, heute: Siemens

Ebenfalls 1899 zog die Lampen-Fabrik Ehrich & Graetz OHG in den neu gebauten Gebäudekomplex in der Elsenstraße um.
Von 1902 bis 1903 wurde der Rixdorfer Stichkanal ausgehoben, der an der heutigen Lohmühlenbrücke begann und bis zur Ringbahn verlief. 1912–1913 wurde er bis zum Teltowkanal verlängert und heißt heute Neuköllner Schifffahrtskanal. Durch den Bau des Kanals senkte sich der Grundwasserspiegel um durchschnittlich etwa zwei Meter, teilweise mehr. Durch die Inbetriebnahme von vielen Tiefbrunnen sank das Grundwasser noch weiter. Der Standort wurde für die Gärtnereien aufgrund der gestiegenen Bewässerungskosten wirtschaftlich uninteressant, die Grundstücke ließen sich jedoch gewinnbringend als Gewerbeflächen oder Bauland verkaufen. Nachdem innerhalb kurzer Zeit viele Gärtnereien ihre Betriebe verlegt oder aufgegeben hatten, entstanden an der Lohmühlenstraße Holzlagerplätze, Sägewerke, Zimmereien und Baustoffgroßhandlungen, später auch Kohlenlagerplätze der Hedwigshütte Kohlen- und Kokswerke AG. Die Lage am Landwehrkanal war gut geeignet, die Bau- und Brennstoffe bis in die Nähe des Stadtkerns zu transportieren.
Die Metallwaren- und Laternenfabrik Fritz Weber & Co. als „Laternen-Weber“ bekannt, begann 1907 in der Graetzstraße 68 (heute Karl-Kunger-Straße) mit der Produktion.
Auch der Fabrikkomplex an der Jordanstraße entwickelte sich weiter. 1901 wurden die noch bestehenden Gebäude zwischen der Jordanstraße und dem Görlitzer Damm, zur Lohmühlenstraße hin, erbaut. 1905 waren bei der Agfa Treptow fast 2000 Arbeitnehmer beschäftigt. Im Ersten Weltkrieg wurde dort unter anderem auch Giftgas hergestellt. Um die Jahrhundertwende begann die Verlagerung großer Teile der Produktion in die Agfa-Film- und Farbenfabrik in Wolfen bei Bitterfeld.
Ab 1908 wandelte sich der Exerzierplatz zwischen Elsenstraße und Bouchéstraße in ein Kasernengelände für die Kavallerie-Telegraphen-Schule und das Königlich-Preußische Telegraphen-Bataillon Nr. 1.

### Bildung des Bezirks Treptow

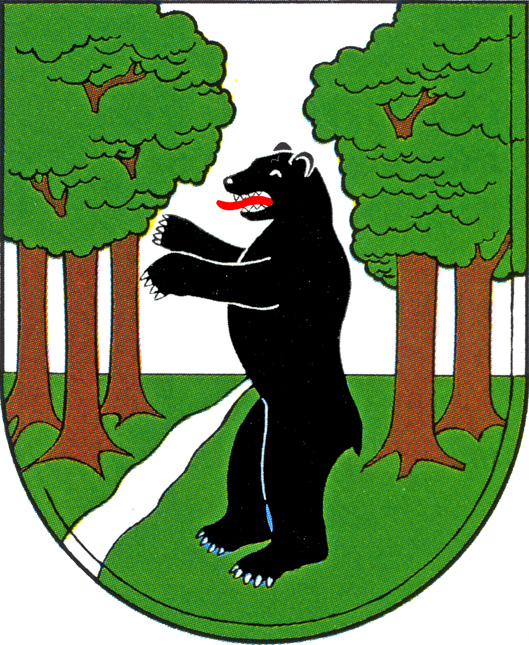
Wappen des ehemaligen Stadtbezirks Treptow

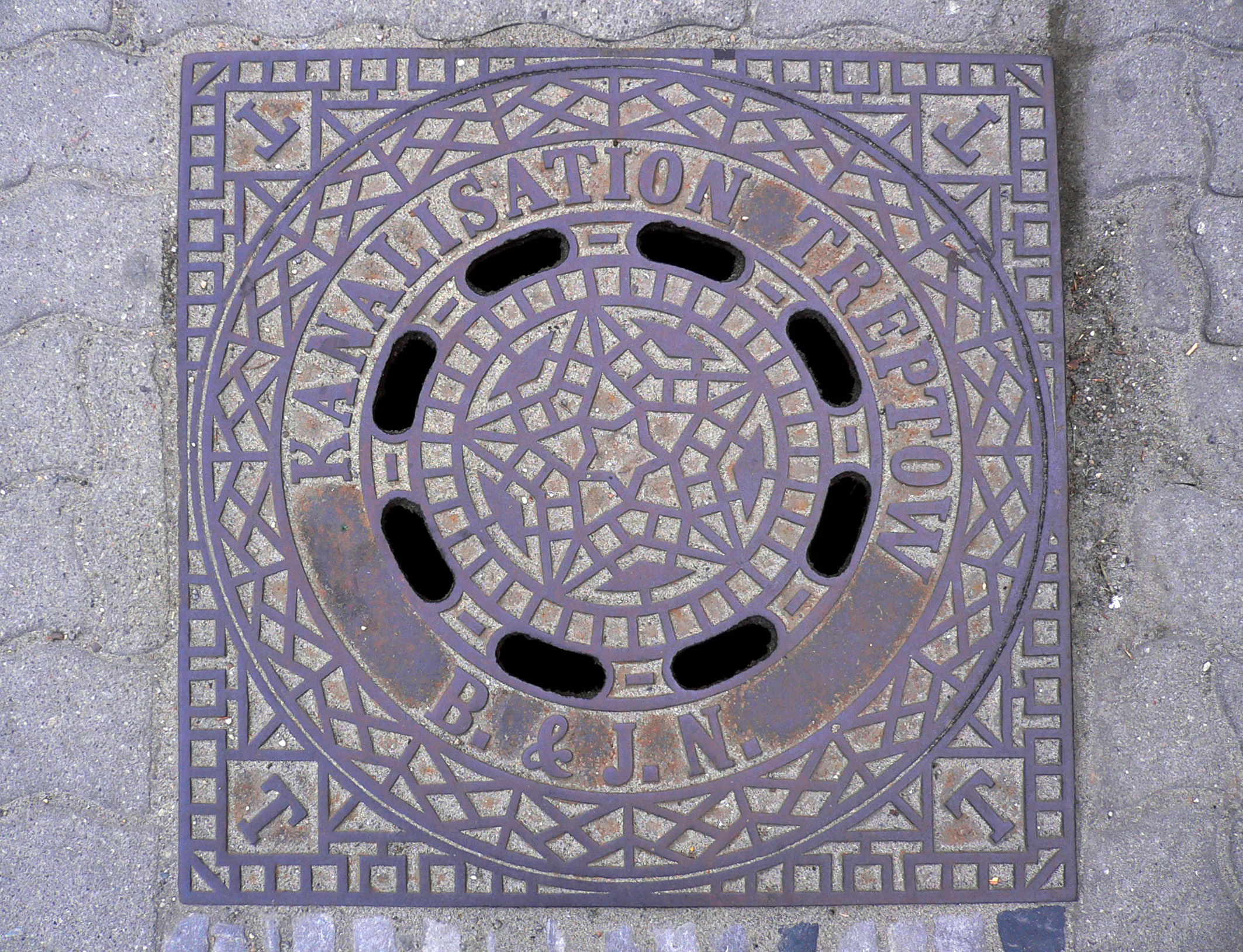
Die Treptower Kanalisation war eine der notwendigen und teuren Infrastrukturmaßnahmen

Die Landgemeinde Treptow hatte auf Grund ihres starken Wachstums finanzielle Probleme, vor allem durch die notwendig werdenden Infrastrukturmaßnahmen (Wasser, Abwasser, Elektrizität, Verkehr). Bereits im Juli 1902 kam es zur Unterzeichnung eines Anschlussvertrags zwischen der Stadt Berlin und der Gemeinde Treptow. Darin wurde geregelt, dass Treptow die Berliner Rieselfelder im Bereich Osdorf nutzen darf. Die notwendigen Erschließungs- und Anschlussarbeiten wird Treptow als Gegenleistung selbst ausführen. In den Folgejahren verstärkte sich der Wunsch zur Eingemeindung von Treptow nach Berlin. Nach dem Ersten Weltkrieg verschärften sich diese Probleme zusehends. Im Jahr 1920 wurde der Bezirk Treptow gebildet und nach Groß-Berlin eingemeindet. Er reichte südlich bis Bohnsdorf. Der Ortsteil Treptow umschloss dabei das Gebiet zwischen Kreuzberg, Neukölln, Stralau und der Ringbahn zuzüglich des Treptower Parks. Dieser Ortsteil erhielt 2001 nach der letzten Berliner Verwaltungsreform die Bezeichnung Alt-Treptow.

### Zwischen den Weltkriegen
Auf dem Kasernengelände, nach dem Ersten Weltkrieg formal dem Berliner Polizeipräsidenten unterstellt, wurde in den 1920er Jahren die Berliner Polizei untergebracht.
Im Jahr 1925 erwarb die Allgemeine Berliner Omnibus-Actiengesellschaft (ABOAG) ehemalige Hallen der Landmaschinenfabrik der Gebrüder Beermann und nutzten diese dann als Betriebshof für den Omnibusbetrieb.
Das Gelände zwischen der Hoffmannstraße und der Spree gegenüber dem Bahnhof Treptow diente bis 1926 als Holzlagerplatz der Firma Kempfer und Lucke. Danach wechselte es den Besitzer und der AEG-Konzern errichtete dort das Apparatewerk Treptow.
Im Agfa Firmenkomplex verblieben in den 1930er Jahren noch Agfa-Foto und Verkaufseinrichtungen des I.G.-Farben-Konzerns. Ab 1934 zog dort die Waffenfabrik Treptow der Gustav Genschow & Co. AG ein.
Nach der Machtergreifung der Nationalsozialisten wurde auf dem Gelände der Kaserne die Heereswaffenmeisterschule der Wehrmacht untergebracht, die hier Waffen und Munition zur Panzerabwehr erprobte.

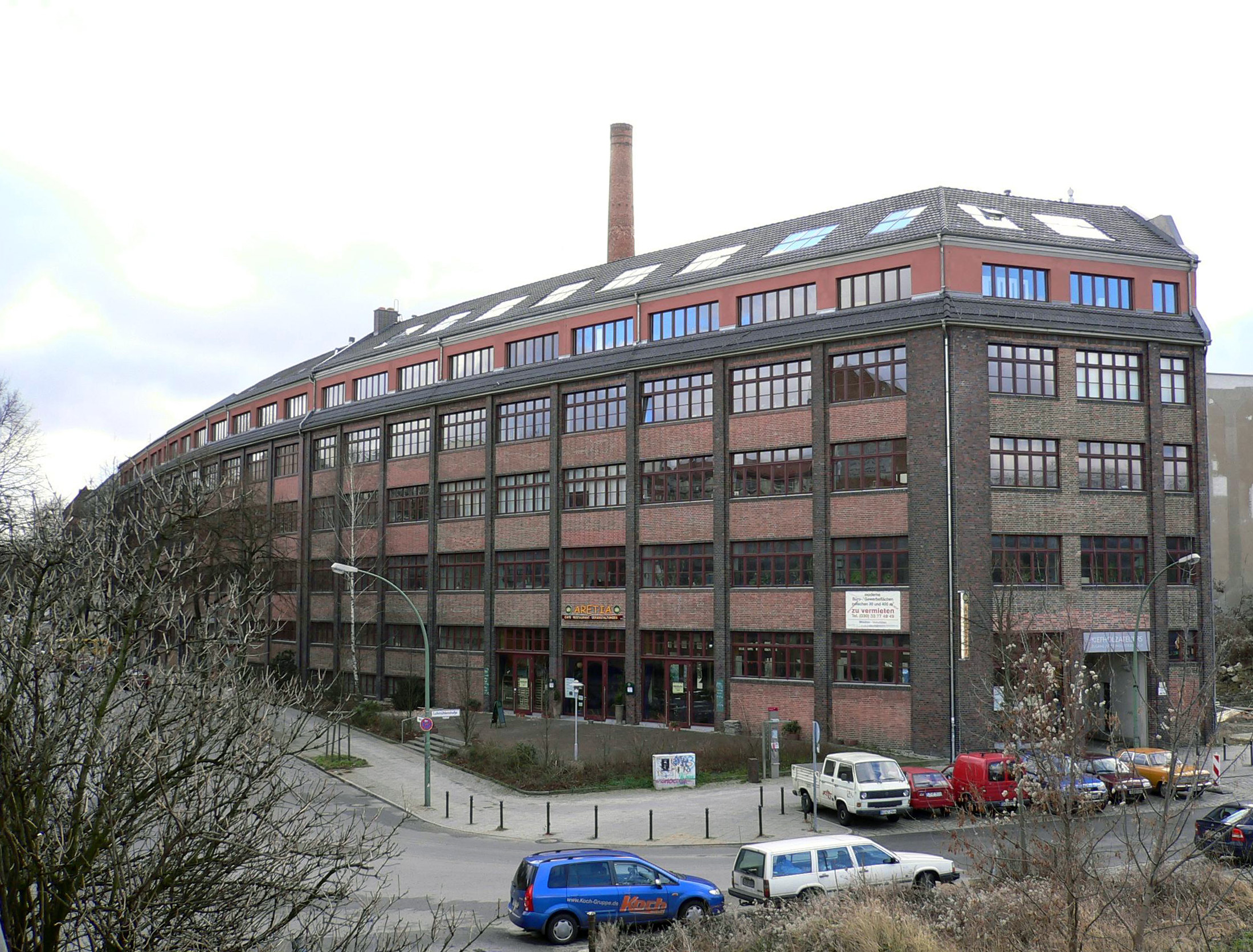
Gebäude des ehemaligen Rüstungsbetriebs Fritz Weber und Co., Kiefholz- Ecke Lohmühlenstraße, 2005

Die Kistenfabrik Reschke übernahm 1931 den Standort der Dr. M. J. Salomon & Co.
Von 1935 bis 1940 entstand an der Ecke Kiefholz-/Lohmühlenstraße ein neuer Fabrikkomplex für das Unternehmen Fritz Weber & Co. Weber selbst war Wehrwirtschaftsführer und Mitglied der NSDAP. Unter anderem fertigten hier mehr als 2300 Arbeiter und Angestellte Kriegsmaterialien. Auch Zwangsarbeiter wurden beschäftigt, die aus den ebenfalls in der Lohmühlenstraße gelegenen Zwangsarbeiterlagern (Ostarbeiterlager Lohmühlenstraße 23/24 und Ausländerlager Lohmühlenstraße 55) rekrutiert wurden.

### Der Zweite Weltkrieg
Zum Ende des Zweiten Weltkriegs, bei den Kämpfen um die deutsche Hauptstadt, erfolgten am 21. Juni 1944 und 3. Februar 1945 amerikanische Luftangriffe. Um das schnelle Vordringen der Roten Armee in das Zentrum Berlins zu verlangsamen, sprengten deutsche Wehrmachtsangehörige am 23. oder 24. April 1945 die Wiener Brücke (letzte Straßenbahnfahrt am 21. April 1945). Bis zum 26. April tobten die letzten Kämpfe in Treptow um die Lohmühlenstraße und Umgebung.

### Zeit der DDR
Im Treptower Park befindet sich das ab dem 1. Mai 1946 und 1949 angelegte Sowjetische Ehrenmal, das am 8. Mai 1949 eingeweiht wurde. Die sowjetische Denkmal-Bauverwaltung hatte sich in dem nahen Kasernengelände Am Treptower Park bis 1951 einquartiert. Polizeikräfte waren ebenfalls wieder auf dem Gelände stationiert; nach 1949 die Volkspolizei. Im Jahr 1962 übernahmen die DDR-Grenztruppen die Kaserne.
Die Gebäude des Apparatewerks Treptow der AEG dienten in der DDR dem Stammbetrieb des Volkseigenen Kombinats Elektro-Apparate-Werke Berlin-Treptow (EAW). Im ehemaligen Agfa-Firmenkomplex an der Jordanstraße waren nach der Waffenfabrik Treptow später der VEB Steremat und Abteilungen des Großhandelsbetriebs Sport und Kulturwaren ansässig. Der Rüstungsbetrieb Weber wurde nach 1945 enteignet. In dem Komplex Lohmühlen-/Kiefholzstraße siedelte sich der Fertigungsbereich 3 des VEB Berliner Werkzeugmaschinenfabrik (BWF) an.
Im Jahr 1954 wurde am Ufer der Spree der Hafen Treptow angelegt, die Reederei der Ost-Berliner Weiße Flotte betrieb von hier aus wieder Fahrgastschiffe.
Am 13. August 1961 wurde die Grenze zwischen Alt-Treptow und den West-Berliner Bezirken Kreuzberg und Neukölln hermetisch abgeriegelt. Zwischen dem 13. und 23. August 1961 gab es für zehn Tage an der Puschkinallee und an der Elsenstraße Grenzübergänge nach Kreuzberg bzw. Neukölln. Die Berliner Mauer verlief, um wenige Meter nach hinten versetzt, entlang des Flutgrabens, des Landwehrkanals, der Harzer Straße, der Bouchéstraße, der Heidelberger und der Treptower Straße zur Kiefholzstraße. Kurioserweise lag das nordwestlichste Gebäude des Bezirks, die Fischerei an der Oberen Freiarchenbrücke, somit jenseits der Mauer und war nur vom Westen aus zugänglich.

### Die Mauer
Die Wachtürme waren so angeordnet, dass der Grenzstreifen von dort aus durchgängig einzusehen war. Als einer der wenigen in der Stadt ist der – eher untypische – Turm der ehemaligen Führungsstelle im Schlesischen Busch erhalten geblieben. An der Görlitzer Bahn erlaubte ein Tor in der Mauer den Transit von Güterwagen zwischen dem in Neukölln gelegenen Güterbahnhof Berlin-Treptow und auf dem Gelände des Görlitzer Bahnhofs verbliebenen Gewerbebetrieben. Dieser Übergang war mit einer Beschaubrücke und zwei flankierenden Wachtürmen gesichert.
Der Streifen zwischen dem Kanal und der Mauer wurde, insbesondere im etwas breiteren Abschnitt zwischen der über den Flutgraben führenden Treptower Brücke und der Bahntrasse, von den mit Grünanlagen damals nicht verwöhnten Kreuzbergern gern zum Sonnenbaden – in den letzten Jahren des Bestehens der Mauer sogar als „wilder Zeltplatz“ genutzt.
Der provisorische Fußgängersteg an der Stelle der ehemaligen Wiener Brücke verlor mit dem Mauerbau seine Funktion. Die Balkone der auf dieser Seite der Lohmühlenstraße stehenden Häuser öffneten sich zum Grenzstreifen hin bzw. ragten in diesen hinein.
Am Lohmühlenplatz wurde dem Westteil der Stadt 1988 im Rahmen eines Gebietsaustauschs zwischen der DDR und West-Berlin ein Stück des Bezirks abgetreten, was für West-Berliner über die Lohmühlenbrücke eine bessere Zufahrt zum Neuköllner Gebiet um die Harzer Straße ermöglichte.
Am 11. Juni 1962 gelang 55 Ost-Berlinern die Flucht durch einen etwa 75 m langen Tunnel, der von einem Lokal an der Heidelberger Ecke Elsenstraße gegraben worden war. Dieser Tunnel wurde im Oktober 2004 bei Bauarbeiten wiederentdeckt. Auch andere Fluchtwillige nutzten die günstige Lage des schmalen Grenzstreifens an der beidseitig bebauten Heidelberger Straße. So gelang am 17. März 1962 eine Flucht mit Hilfe einer Leiter, 1963 wurde bei einem Fluchtversuch mit einem Schützenpanzer der Flüchtende durch Schüsse schwer verletzt. Eine spektakuläre Flucht gelang 1983 über die Bouchéstraße an einem Seil von Haus zu Haus.
Nahe der Kiefholzstraße Ecke Treptower Straße befand sich das zweite, ebenfalls streng bewachte Tor für die Übergabezüge nach Kreuzberg.

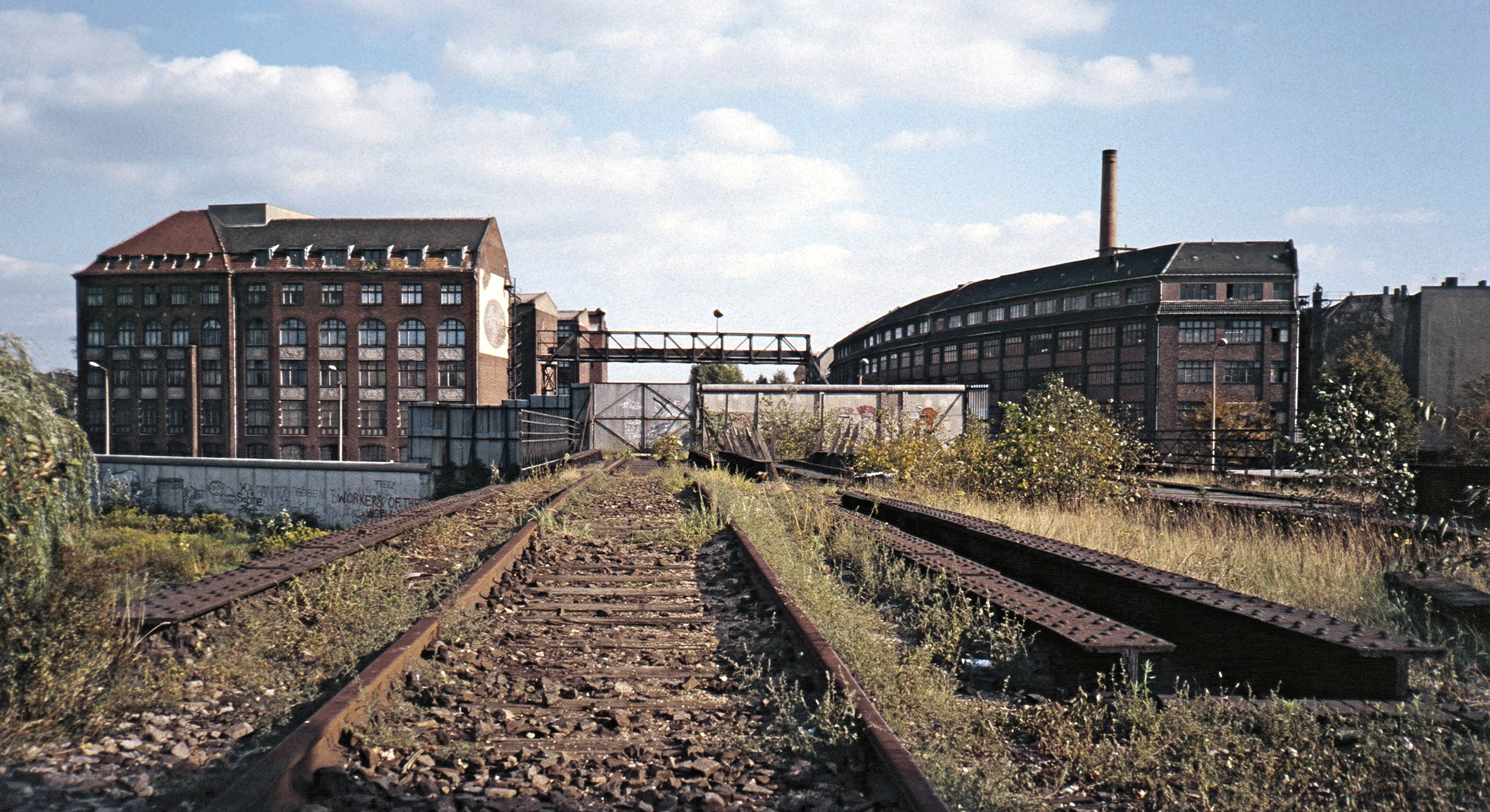
Bahnbrücke Landwehrkanal, Tor in der Berliner Mauer und Beschaubrücke, 1986
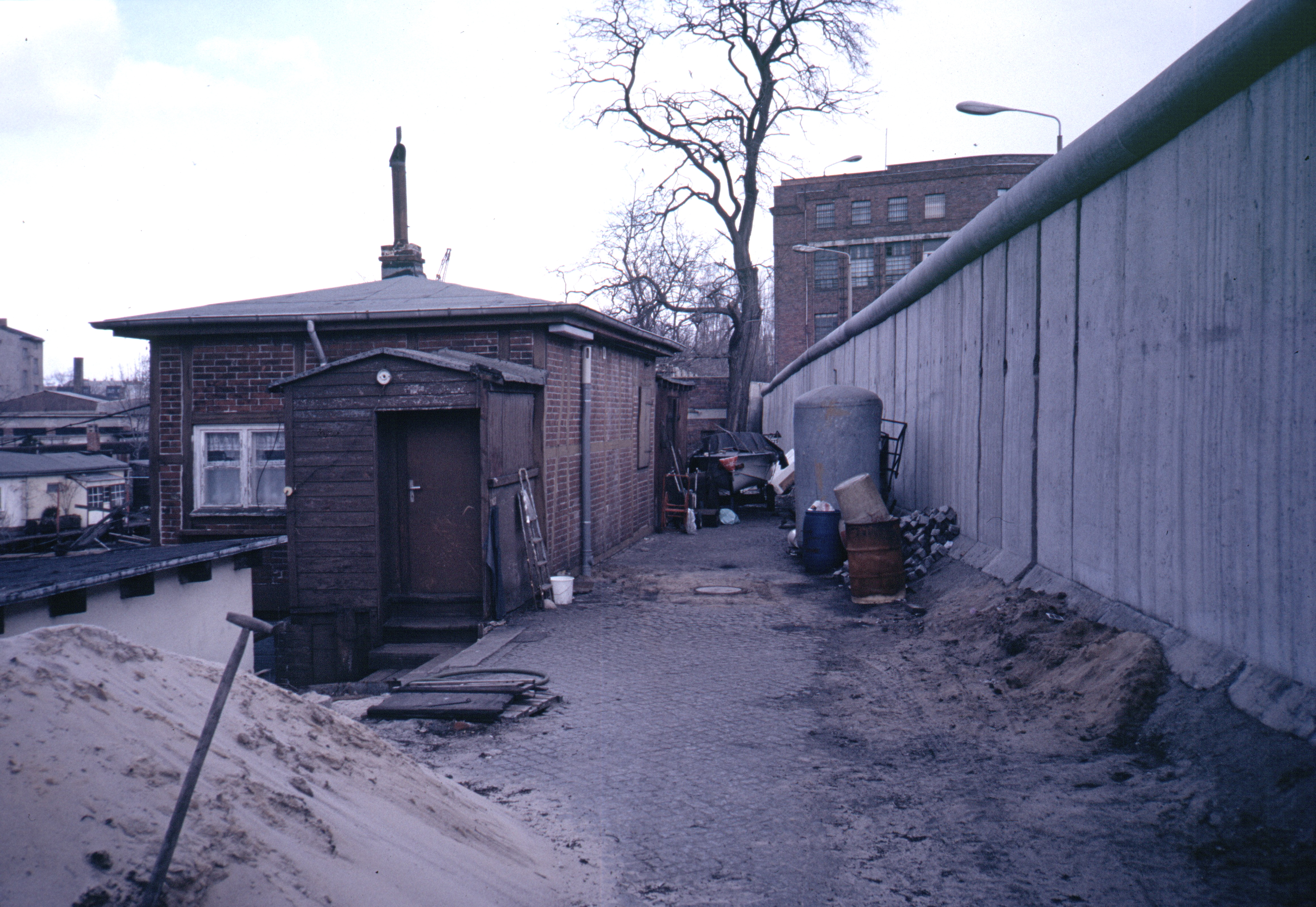
Fischerei an der Oberen Freiarchenbrücke, 1987
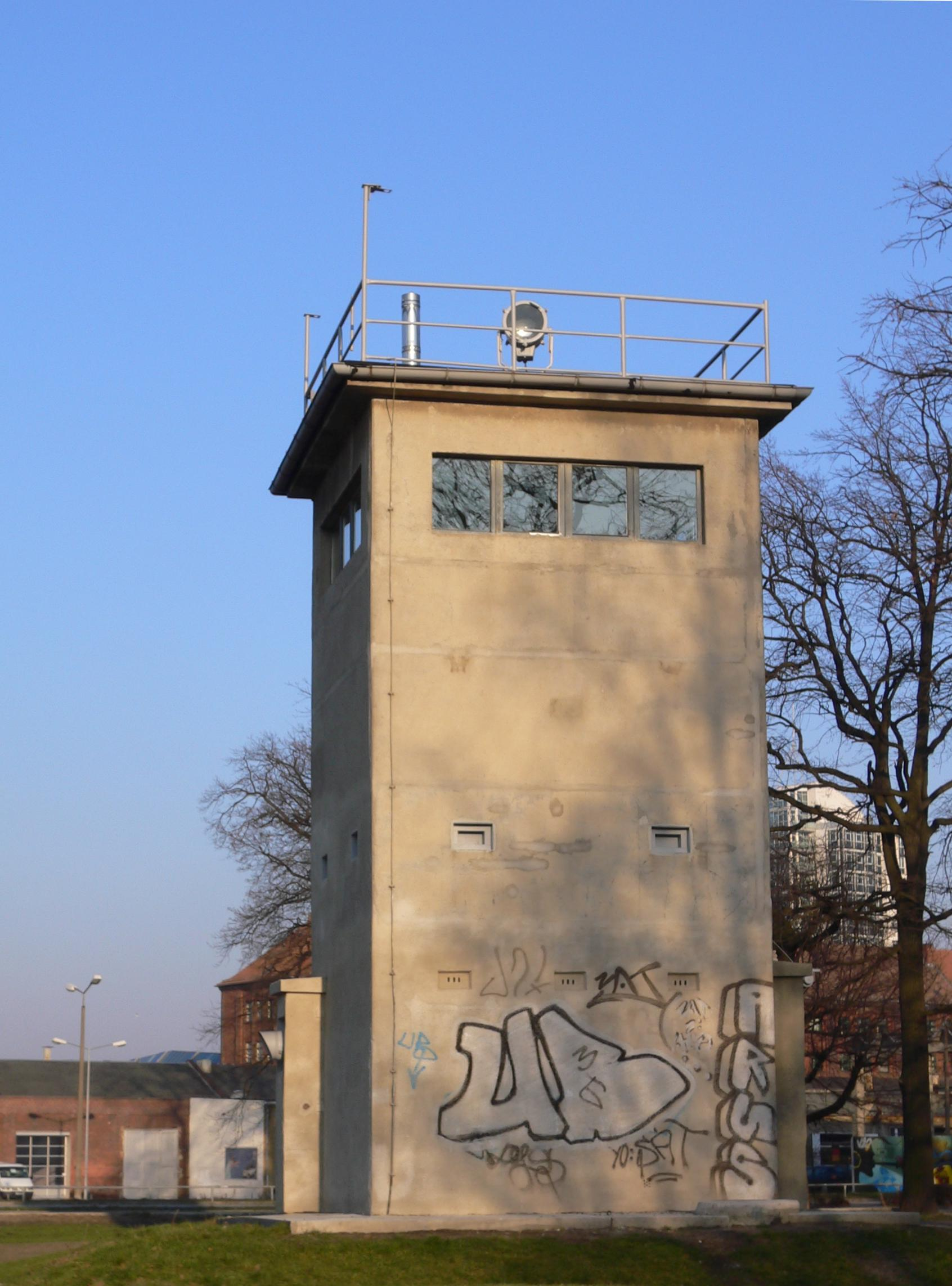
Alter Grenzwachturm am Schlesischen Busch, 2005
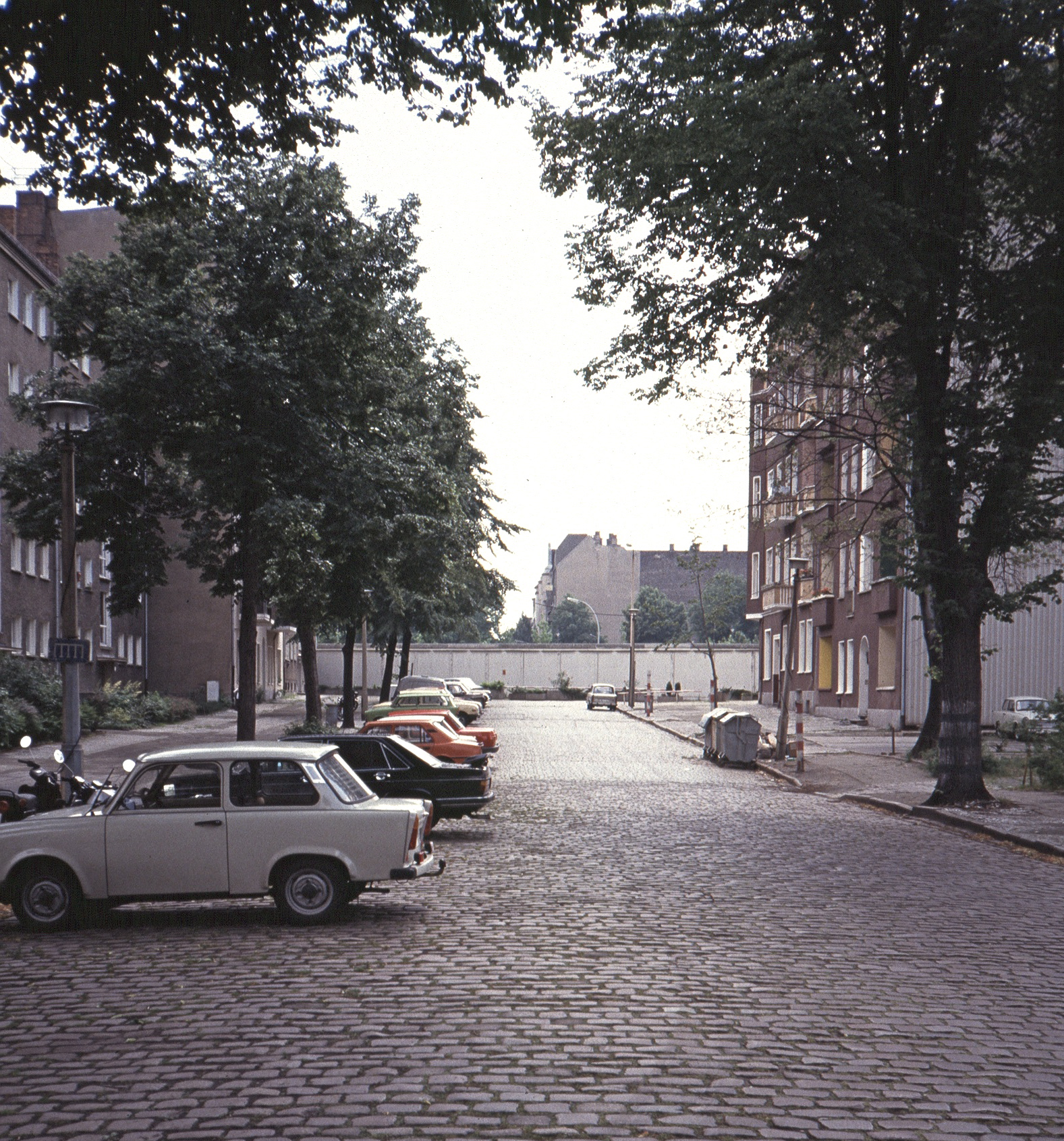
Lohmühlenstraße mit Hinterlandmauer

### Nach dem Mauerfall

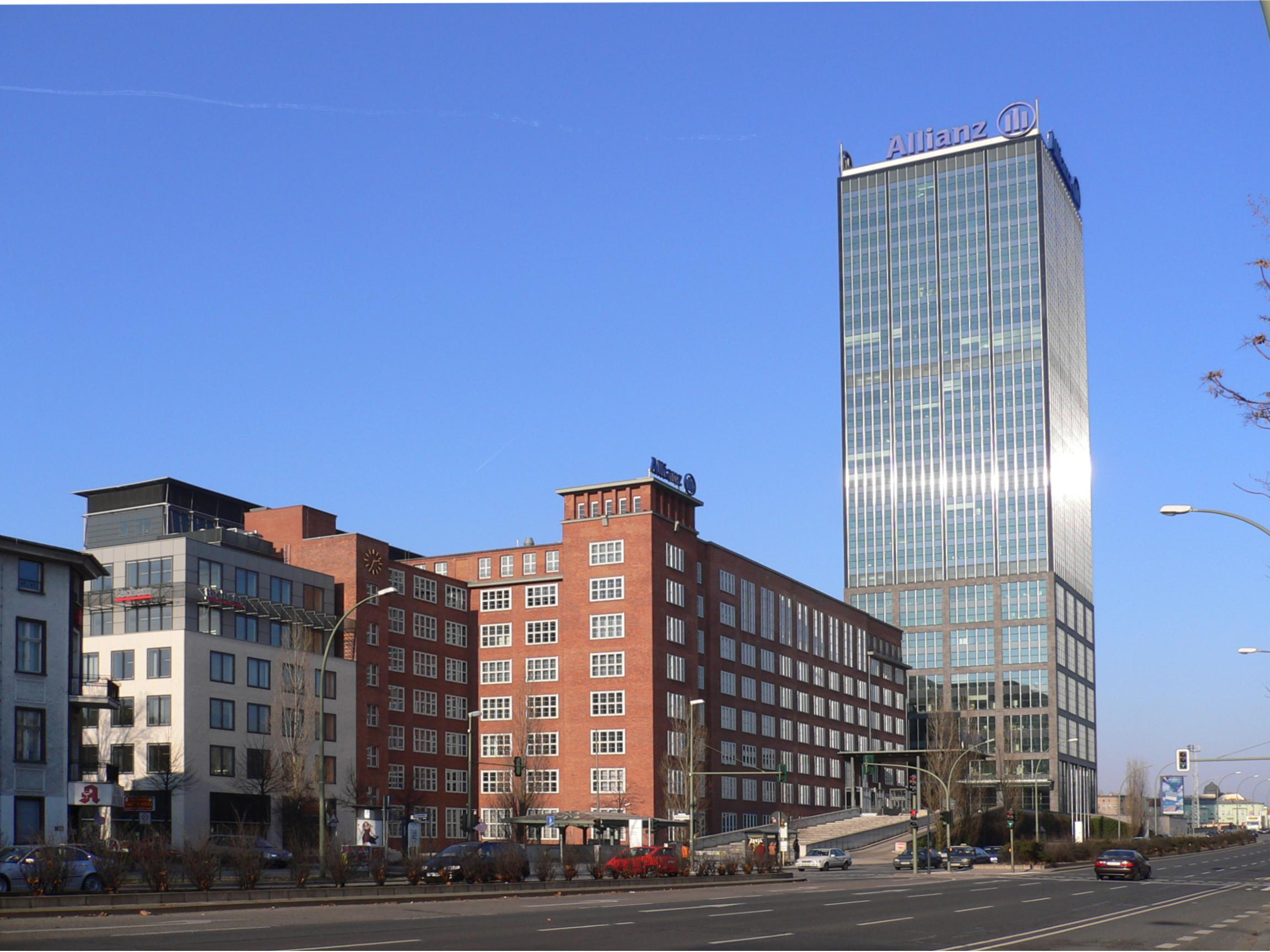
Altes AEG-Backstein-Gebäude und Treptowers der Allianz

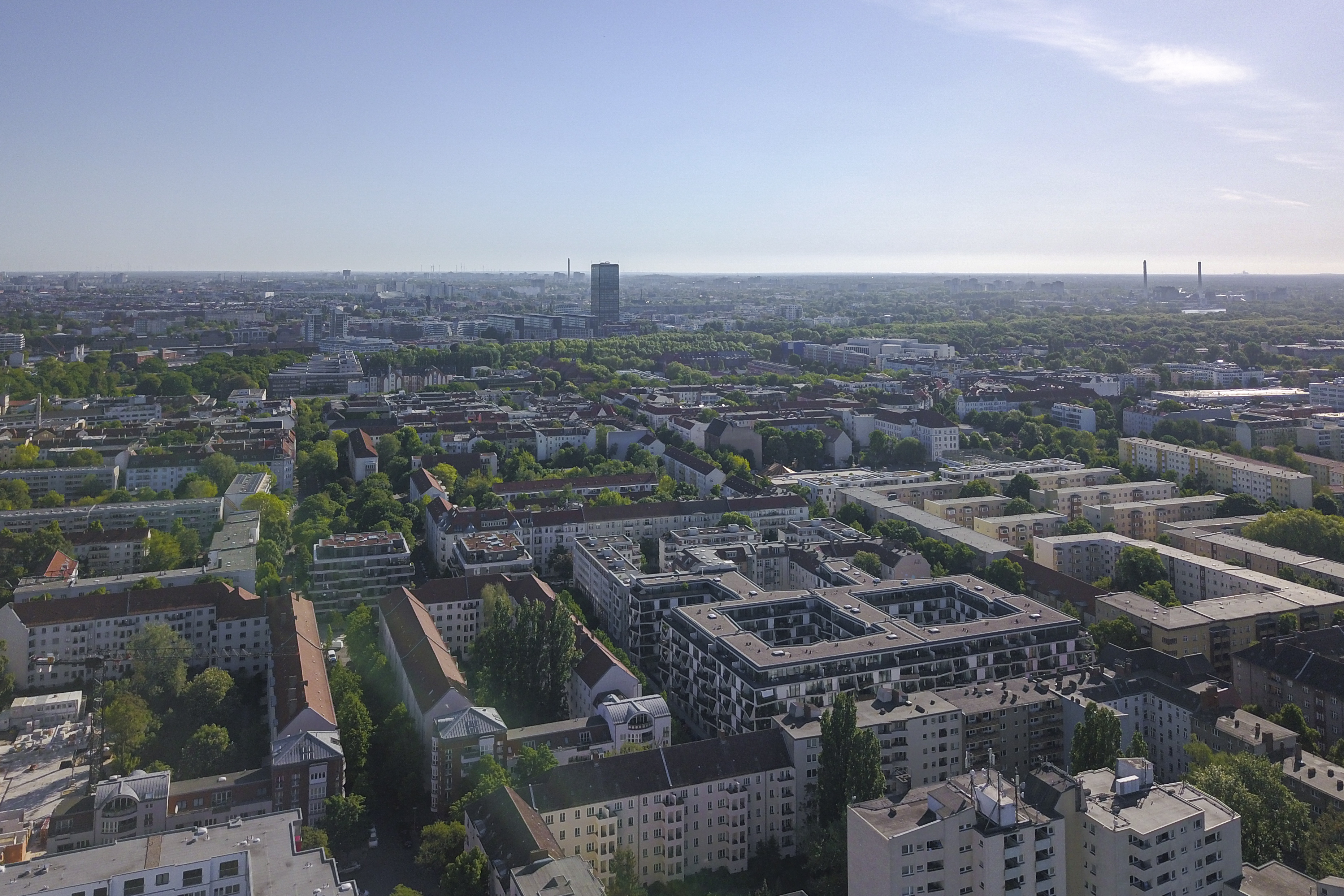
Luftbild von Alt-Treptow, 2022

Nach dem Mauerfall wurde 1990 das Kasernengelände zwischen Elsenstraße und Bouchéstraße von der Bundeswehr übernommen. In einem Teil der Kaserne wurden Asylsuchende untergebracht. Von 1996 bis 1999 wurden die Gebäude der Kaserne denkmalgerecht saniert, seitdem ist ein Teil des Bundeskriminalamtes und des Verfassungsschutzes dort untergebracht.
Die Hallen der ehemaligen Landmaschinenfabrik Gebrüder Beermann dienten noch bis 1993 als Betriebshof für Berliner Omnibuslinien, sie tragen inzwischen den Namen Arena Berlin und werden als Ort für Großveranstaltungen genutzt. Der Industriekomplex Lohmühlen-/Kiefholzstraße südlich der Lohmühleninsel wurde nach 1990 rekonstruiert und steht unter Denkmalschutz. Dort haben sich Firmen aus dem Bereich des Kommunikationsdesigns angesiedelt. 1992 erfolgte die Sanierung des denkmalgeschützten Agfa-Komplexes an der Jordanstraße durch eine private Stiftung.
Der Hafen Treptow ist seit der Wiedervereinigung Berlins Sitz des Schifffahrtsunternehmens Stern und Kreisschiffahrt, zu DDR-Zeiten befand sich hier die Weiße Flotte.
Die letzten russischen Truppen wurden 1994 im Treptower Park verabschiedet. 1997 wurde der Ortsteil Plänterwald gebildet. Dafür trat Alt-Treptow mehr als zwei Drittel seines Gebietes an diesen Ortsteil ab.
Ebenfalls in den 1990er Jahren wurden die Treptowers anstelle des Hauptgebäudes der AEG-Elektroapparatewerke Treptow errichtet, deren höchstes Gebäude mit 17 Stockwerken und 125 m Höhe die Traufhöhe der umliegenden Bebauung deutlich übersteigt und damit eine Landmarke in diesem Gebiet darstellt.
Zwischen 2000 und 2003 erhielt der Ortsteil an der Straßenkreuzung Elsenstraße / Am Treptower Park ein Einkaufscenter (Park-Center) südlich und das Multiplex-Kino nördlich von Am Treptower Park. Hinter den Gebäudekomplexen blieb die Reservefläche für die Ausfahrt Treptower Park vom 16. Abschnitt der Stadtautobahn A 100 frei, die bei der Fortführung des Autobahnbaus zur Anschlussstelle wird.
Das Museum des Kapitalismus wurde 2014 gegründet.

## Bevölkerung
| Jahr | Einwohner |
| ---- | --------- |
| 1840 | 0032      |
| 1858 | 0104      |
| 1861 | 0111      |
| 1871 | 0364      |
| 1875 | 0552      |
| 1880 | 0803      |
| 1885 | 1.178     |
| 1890 | 1.780     |

| Jahr | Einwohner |
| ---- | --------- |
| 1895 | 02.835    |
| 1900 | 05.348    |
| 1905 | 11.314    |
| 1910 | 24.469    |
| 1919 | 30.704    |
| 1925 | 33.596    |
| 1939 | 42.653    |
| 1946 | 37.598    |

| Jahr | Einwohner |
| ---- | --------- |
| 2007 | 10.261    |
| 2010 | 10.581    |
| 2015 | 11.668    |
| 2020 | 13.167    |
| 2021 | 13.108    |
| 2022 | 13.336    |
| 2023 | 13.410    |
| 2024 | 13.453    |

Quelle ab 2007: Statistischer Bericht A I 5. Einwohnerregisterstatistik Berlin. Bestand – Grunddaten. 31. Dezember. Amt für Statistik Berlin-Brandenburg (jeweilige Jahre)
Die Einwohnerzahlen bis 1946 umfassen auch die heutigen Ortsteile Baumschulenweg und Plänterwald.

## Verkehr

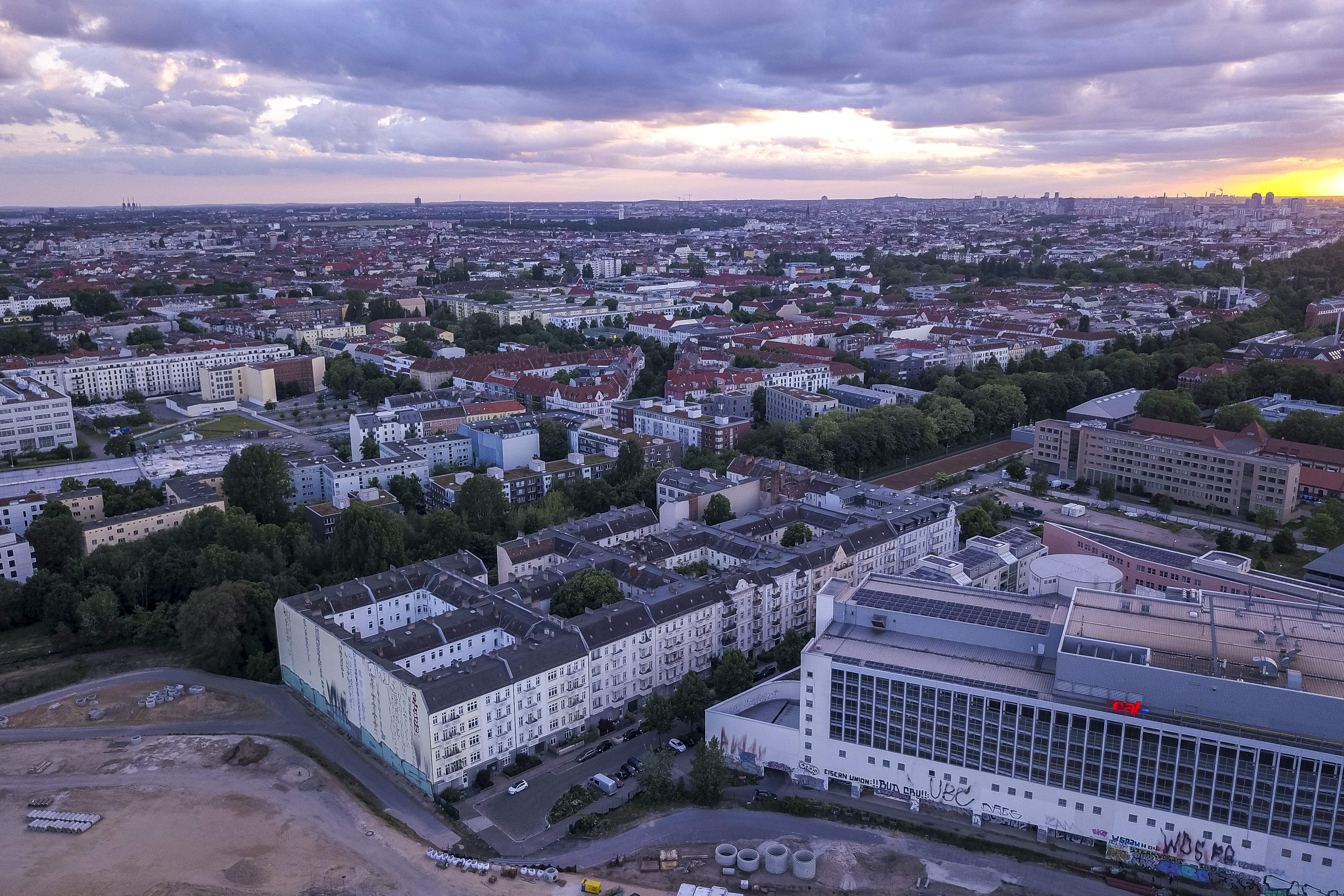
Beermannstraße und A 100-Baustelle in Alt-Treptow, 2022

Der Bahnhof Treptower Park an der Berliner Ringbahn ist der einzige S-Bahnhof des Ortsteils. Mehrere Buslinien der BVG erschließen Alt-Treptow.
Durch den Nordosten des Ortsteils verläuft die Bundesstraße 96a. Derzeit wird die Berliner Stadtautobahn durch den Ortsteil gebaut, die an der B 96a eine Anschlussstelle erhalten soll. Dazu sind 2015 die letzten Mieter der Beermannstraße 22 und 24 nach langem Protest ausgezogen und die beiden Häuser abgerissen worden.

## Töchter und Söhne des Ortsteils
- Arthur Stellbrink (1884–1956), Radrennfahrer
- Curt Froboese (1891–1994), Pathologe
- Erna Hosemann (1894–1974), Verbandsfunktionärin
- Hans Klakow (1899–1993), Bildhauer
- Johanna Meisel (1906–1981), Filmeditorin
- Bodo Schulz (1911–1987), Gewerkschafter
- Gunther S. Stent (1924–2008), Molekularbiologe
- Alexander Schalck-Golodkowski (1932–2015), Politiker (SED)
- Gabriele Beger (1952–2024), Bibliothekarin
- Maren Gilzer (* 1960), Schauspielerin
- Jana Pallaske (* 1979), Schauspielerin
- Moritz Russ (* 2001), Synchronsprecher